# شبگرد نکیسار
 شبگرد نکیسار (نام علمی: Caprimulgus solala) نام یک گونه از تیره شبگردان است.